# 1re série 1931/32
Die Saison 1931/32 war die 16. Spielzeit der 1re série, der höchsten französischen Eishockeyspielklasse. Meister wurde zum ersten Mal in der Vereinsgeschichte überhaupt Stade Français.

## Meisterschaft

### Halbfinale
- Stade Français – Club des Sports d’Hiver de Paris 14:1
- Racing Club de France – Chamonix Hockey Club (Nichtantritt)

### Finale
- Stade Français – Racing Club de France 3:2 n. V. (0:0, 1:1, 1:1, 1:0)